# Waluta
Waluta (wł. valuta „wartość” z łac. valere „być silnym, mieć moc”), jednostka monetarna – nazwa pieniądza obowiązującego w danym państwie.
Nazwę tę stosuje się przede wszystkim w kontekście wymiany międzynarodowej.
Waluta jest wtedy środkiem rozliczeniowym (czyli miernikiem wartości) oraz środkiem regulowania płatności (należności i zobowiązań) w transakcjach międzynarodowych.
Skrótowe oznaczenie waluty (np. GBP), to ustandaryzowany, trzyliterowy kod przyjęty przez Międzynarodową Organizację Normalizacyjną (ISO). Dwie pierwsze litery oznaczają kraj, w którym dana waluta obowiązuje (np. GB – Great Britain), a trzecia to zazwyczaj inicjał danej waluty (P – Pound).

## Charakterystyka
Współcześnie w prawie wszystkich państwach świata istnieje tylko jedna podstawowa jednostka monetarna oraz jakaś jednostka mniejsza, zwana zdawkową (najczęściej jest to jedna setna, rzadziej tysięczna, inne stosunki są bardzo rzadkie: np. w Mauretanii i na Madagaskarze jest to jedna piąta, w Wietnamie i w Chińskiej Republice Ludowej – jedna dziesiąta, która potem ponownie dzieli się na dziesięć jednostek drugiego rzędu), a wszystkie banknoty i monety są okrągłymi wielokrotnościami tych jednostek – 1, 2, 5, 10, 20, 50, 100 (czasem występują też półokrągłe – 3, 15, 25) itd. W prawie każdym państwie, gdzie najmniejszą jednostką jest jedna setna, całkowita liczba nominałów będących jednorazowo w obiegu wynosi 15 (np.: 0,01, 0,02, 0,05, 0,10, 0,20, 0,50, 1, 2, 5, 10, 20, 50, 100, 200, 500). W przypadku państw, gdzie waluta ma tylko wartości całkowite lub inflacja wymusza rezygnację z niskich wartości, ten zakres odpowiednio się przesuwa (np.: 1, 2, 5, 10, 20, 50, 100, 200, 500, 1000, 2000, 5000, 10000, 20000, 50000) tak, aby w obiegu zawsze była podana liczba nominałów, chociaż są wyjątki, np.: w Czechach – 12 nominałów, w Polsce – 14 nominałów do czasu wprowadzenia do obiegu banknotu 500 zł. Od 10 lutego 2017 roku w Polsce w obiegu jest 15 nominałów.
Waluta jest wtedy środkiem rozliczeniowym (czyli miernikiem wartości) oraz środkiem regulowania płatności (należności i zobowiązań) w transakcjach międzynarodowych.
O walucie krajowej mówimy, gdy mamy na myśli jednostkę monetarną danego kraju (ale tylko taką, która występuje na rynku międzynarodowym). Walutę zagraniczną rozumiemy natomiast jako zagraniczny środek płatniczy, środki i instrumenty monetarne używane do dokonywania płatności i transferów pieniężnych z jednego obszaru walutowego do drugiego. Do waluty zagranicznej zalicza się zagraniczne monety, banknoty, depozyty w bankach zagranicznych oraz inne zagraniczne płynne, krótkookresowe roszczenia finansowe.
Aby jednostka monetarna danego kraju stała się walutą w obrocie międzynarodowym, musi być wymienialna na inne waluty (zobacz: wymienialność waluty).
O tym jaki jest stosunek wymiany między dwiema walutami (w tym krajowa wobec zagranicznej) informuje kurs walutowy. Waluty są przedmiotem obrotu na rynkach (kursy są więc ustalane w sposób rynkowy). Dla oficjalnych transakcji oraz celów informacyjnych banki centralne ustalają i ogłaszają krajowe kursy wymiany walut (np. EBC, NBP).

## Rodzaje walut
Spośród obecnie istniejących walut największe znaczenie mają: dolar amerykański, euro, frank szwajcarski, funt brytyjski, yuan oraz jen japoński.
Waluty można klasyfikować w różny sposób, jednakże najczęściej dzieli się je ze względu na ich znaczenie w międzynarodowych stosunkach finansowych na:
- waluty twarde – waluty wymienialne praktycznie w każdym miejscu i czasie (np. dolar amerykański)
- waluty słabe (miękkie) – waluty o ograniczonej wymienialności, nie wolno ich wywozić z kraju, bądź też ich wywóz podlega dużym restrykcjom (np. dinar tunezyjski).

## Waluty poszczególnych państw

### Europa
| Unia Europejska              | euro • korona duńska • korona szwedzka • korona czeska • forint węgierski • złoty polski • lew bułgarski • lej rumuński                                     |
| Europa Zachodnia (pozostałe) | frank szwajcarski • korona norweska • funt szterling • korona islandzka • korona Wysp Owczych • funt manx • funt Jersey • funt Guernsey • funt gibraltarski |
| Europa Wschodnia             | rubel rosyjski • hrywna ukraińska • rubel białoruski • lej mołdawski • rubel naddniestrzański                                                               |
| Półwysep Bałkański           | denar macedoński • dinar serbski • bośniacka marka transferowa • lek albański • lira turecka                                                                |
| Zakaukazie                   | dram armeński • manat azerbejdżański • lari gruziński |
| Uwagi                        | |
| San Marino                   | San Marino należy do strefy euro, dlatego oficjalną walutą jest euro; dodatkowo bite są monety kolekcjonerskie w scudo.                                     |
| Joannici                     | Joannici biją własne monety scudo do celów kolekcjonerskich.                                                                                                |

#### Jednostki zdawkowe
(Kursywą oznaczono jednostki monetarne państw Unii Europejskiej przed wprowadzeniem euro oraz wcześniejsze waluty innych państw przed ostatnią zmianą, np. przed denominacją). Zobacz też: strefa euro.
- Albania – 1 lek = 100 qindarek (ALL)
- Andora – 1 diner = 100 centymów (ADD), 1 euro = 100 centów (EUR) (1 frank francuski = 100 centymów, 1 peseta hiszpańska = 100 centymów)
- Austria – 1 euro = 100 centów (EUR) (1 szyling austriacki = 100 groszy) (ATS)
- Belgia – 1 euro = 100 centów (EUR) (1 frank belgijski = 100 centymów) (BEF)
- Białoruś – 1 rubel = 100 kopiejek (BYR)
- Bośnia i Hercegowina – 1 marka transferowa = 100 fenigów (BAM)
- Bułgaria – 1 lew = 100 stotinek (BGN)
- Chorwacja – 1 euro = 100 centów (EUR) (1 kuna = 100 lip) (HRK)
- Czarnogóra – 1 euro = 100 centów (EUR)
- Czechy – 1 korona czeska = 100 halerzy (CZK)
- Dania – 1 korona duńska = 100 øre (DKK)
- Estonia – 1 euro = 100 centów (EUR) / (1 korona estońska = 100 senti) (EKK)
- Finlandia – 1 euro = 100 centów (EUR) (1 marka fińska = 100 penni) (FIM)
- Francja – 1 euro = 100 centów (EUR) (1 frank francuski = 100 centymów) (FRF)
- Grecja – 1 euro = 100 centów (EUR) (1 drachma = 100 lepta) (GRD)
- Hiszpania – 1 euro = 100 centów (EUR) (1 peseta = 100 centimos) (ESP)
- Holandia – 1 euro = 100 centów (EUR) (1 gulden floren = 100 centów) (NLG)
- Irlandia – 1 euro = 100 centów (EUR) (1 funt irlandzki = 100 pensów) (IEP)
- Islandia – 1 korona islandzka = 100 aurar (ISK)
- Kosowo – 1 euro = 100 centów (EUR)
- Liechtenstein – 1 frank szwajcarski = 100 centymów (CHF)
- Litwa – 1 euro = 100 centów (EUR) (1 lit = 100 centów) (LTL)
- Luksemburg – 1 euro = 100 centów (EUR) (1 frank luksemburski = 100 centymów) (LUF)
- Łotwa – 1 euro = 100 centów (EUR) (1 łat = 100 santimów) (LVL)
- Macedonia Północna – 1 denar = 100 deni (MKD)
- Malta – 1 euro = 100 centów (EUR) (1 lira maltańska = 100 centów) (MTL)
- Mołdawia – 1 lej mołdawski = 100 banów (MDL)
- Monako – 1 euro = 100 centów (EUR) (1 frank francuski = 100 centymów) (FRF)
- Niemcy – 1 euro = 100 centów (EUR) (1 marka niemiecka = 100 fenigów) (DEM)
- Norwegia – 1 korona norweska = 100 øre (NOK)
- Polska – 1 złoty = 100 groszy (PLN) – dawniej PLZ
- Portugalia – 1 euro = 100 centów (EUR) (1 escudo portugalskie = 100 centavos) (PTE)
- Rosja – 1 rubel rosyjski = 100 kopiejek (RUB)
- Rumunia – 1 lej = 100 banów (RON)
- San Marino – 1 euro = 100 centów (EUR) (1 lir włoski = 100 centesimów) (ITL)
- Serbia – 1 dinar serbski = 100 para (RSD)
- Słowacja – 1 euro = 100 centów (EUR) / (1 korona słowacka = 100 halerzy) (SKK)
- Słowenia – 1 euro = 100 centów (EUR) (1 tolar = 100 stotinov) (SIT)
- Szwajcaria – 1 frank szwajcarski = 100 rappów (centymów) (CHF)
- Szwecja – 1 korona szwedzka = 100 öre (SEK)
- Ukraina – 1 hrywna = 100 kopiejek (UAH) (do 1996 karbowaniec)
- Watykan – 1 euro = 100 centów (EUR) (1 lir włoski = 100 centesimów) (ITL)
- Węgry – 1 forint = 100 fillerów (HUF)
- Wielka Brytania – 1 funt szterling = 100 pensów (GBP)
- Włochy – 1 euro = 100 centów (EUR) (1 lir włoski = 100 centesimów) (ITL)

### Azja
| Środkowa             | afgani afgański • tenge kazachski • som kirgiski • tugrik mongolski • rubel rosyjski • somoni tadżycki • manat turkmeński • sum uzbecki |
| Wschodnia            | yuan chiński • dolar hongkoński • jen japoński • pataca Makau • won północnokoreański • won południowokoreański • dolar tajwański |
| Południowo-Wschodnia | dolar Brunei • riel kambodżański • rupia indonezyjska • kip laotański • ringgit malezyjski • kiat Mjanmy • peso filipińskie • dolar singapurski • bat tajski • dolar amerykański (Timor Wschodni) • đồng wietnamski                                                                                           |
| Południowa           | taka bengalska • ngultrum bhutański • rupia indyjska • rupia malediwska • rupia nepalska • rupia pakistańska • rupia lankijska |
| Zachodnia            | dram armeński • manat azerbejdżański • dinar Bahrajnu • funt egipski • lari gruziński • rial irański • dinar iracki • nowy szekel izraelski • dinar jordański • dinar kuwejcki • funt libański • rial omański • rial Kataru • rial saudyjski • funt syryjski • nowa lira turecka • dirham ZEA • rial jemeński |

#### Jednostki zdawkowe
- Afganistan – 1 afgani = 100 pul (AFN)
- Arabia Saudyjska – 1 rial saudyjski = 100 halali (SAR)
- Armenia – 1 dram = 100 luma (AMD)
- Azerbejdżan – 1 manat = 100 gapików (AZM)
- Bahrajn – 1 dinar Bahrajnu = 1000 filsów (BHD)
- Bangladesz – 1 taka bengalska = 100 pajs (paisa) (BDT)
- Bhutan – 1 ngultrum = 100 czetrum (BTN)
- Brunei – 1 dolar Brunei = 100 centów (BND)
- Chiny – 1 yuan = 10 jiao = 100 fenów (CNY)
- Cypr – 1 euro = 100 centów (EUR) (1 funt cypryjski = 100 centów = 1000 milów) (CYP), 1 nowa lira turecka = 100 guruszy (TRY)
- Filipiny – 1 peso filipińskie = 100 centavos (PHP)
- Gruzja – 1 lari = 100 tetri (GEL)
- Indie – 1 rupia indyjska = 100 pajs (paisa) (INR)
- Indonezja – 1 rupia indonezyjska = 100 senów (IDR)
- Irak – 1 dinar iracki = 1000 filsów (IQD)
- Iran – 1 rial = 100 dinarów (IRR)
- Izrael – 1 szekel = 100 agorot (ILS)
- Japonia – 1 jen = 100 sen = 1000 rinów (JPY)
- Jemen – 1 rial jemeński = 100 filsów (YER)
- Jordania – 1 dinar jordański = 1000 filsów (JOD)
- Kambodża – 1 riel kambodżański = 100 senów (KHR)
- Katar – 1 rial Kataru = 100 dirhamów (QAR)
- Kazachstan – 1 tenge = 100 tiyn (KZT)
- Kirgistan – 1 som = 100 tiyin (KGS)
- Korea Południowa – 1 won południowokoreański = 100 czonów (KRW)
- Korea Północna – 1 won północnokoreański = 100 czonów/junów (KPW)
- Kuwejt – 1 dinar kuwejcki = 1000 filsów (KWD)
- Laos – 1 kip = 100 at (LAK)
- Liban – 1 funt libański = 100 piastrów (LBP)
- Malediwy – 1 rupia malediwska = 100 lari malediwskich (MVR)
- Malezja – 1 ringgit = 100 senów (MYR)
- Mjanma – 1 kiat = 100 pia (MMK)
- Mongolia – 1 tugrik = 100 mongów (MNT)
- Nepal – 1 rupia nepalska = 100 pajs (paisa) (NPR)
- Oman – 1 rial = 100 baiza (OMR)
- Pakistan – 1 rupia pakistańska = 100 pajs (paisa) (PKR)
- Singapur – 1 dolar singapurski = 100 centów (SGD)
- Sri Lanka – 1 rupia lankijska = 100 centów (LKR)
- Syria – 1 funt syryjski = 100 piastrów (SYP)
- Tadżykistan – 1 somoni = 100 diramów (TJS)
- Tajlandia – 1 baht = 100 satangów (THB)
- Republika Chińska (Tajwan) – 1 dolar tajwański = 100 centów (TWD)
- Timor Wschodni – 1 dolar amerykański = 100 centów (USD)
- Turcja – 1 lira turecka = 100 kuruszy (TRY)
- Turkmenistan – 1 manat turkmeński = 100 tenge (TMM)
- Uzbekistan – 1 sum (UZS)
- Wietnam – 1 đồng = 10 hào = 100 xu (VND)
- Zjednoczone Emiraty Arabskie – 1 dirham = 100 filsów (AED)

### Ameryka
| Ameryka Północna   | dolar bermudzki • dolar kanadyjski • korona duńska (Grenlandia) • euro (Saint-Pierre i Miquelon) • dolar amerykański |
| Ameryka Środkowa   | dolar Belize • colon kostarykański • quetzal gwatemalski • lempira honduraska • peso meksykańskie • córdoba nikaraguańska • balboa panamska • dolar amerykański (Salwador) |
| Karaiby            | florin arubański • dolar bahamski • dolar Barbadosu • dolar kajmański • peso kubańskie • peso kubańskie wymienialne • peso dominikańskie • dolar wschodniokaraibski (Anguilla, Antigua i Barbuda, Dominika, Grenada, Montserrat, Saint Kitts i Nevis, Saint Lucia, Saint Vincent i Grenadyny) • euro (Gwadelupa, Martynika, Saint-Barthélemy, Saint-Martin) • gourde haitański • dolar jamajski • gulden karaibski (Curaçao, Sint Maarten) • dolar Trynidadu i Tobago • dolar amerykański (Bonaire, Brytyjskie Wyspy Dziewicze, Portoryko, Saba, Sint Eustatius, Turks i Caicos, Wyspy Dziewicze Stanów Zjednoczonych) |
| Ameryka Południowa | peso argentyńskie • boliviano boliwijskie • real brazylijski • peso chilijskie • peso kolumbijskie • euro (Gujana Francuska) • funt falklandzki • dolar gujański • guarani paragwajski • sol peruwiański • dolar surinamski • dolar amerykański (Ekwador) • peso urugwajskie • bolivar wenezuelski |

#### Jednostki zdawkowe
- Antigua i Barbuda – 1 dolar wschodniokaraibski = 100 centów (XCD)
- Argentyna – 1 peso argentyńskie = 100 centavos (ARS)
- Bahamy – 1 dolar bahamski = 100 centów (BSD)
- Barbados – 1 dolar Barbadosu = 100 centów (BBD)
- Belize – 1 dolar Belize = 100 centów (BZD)
- Boliwia – 1 boliviano (peso boliwijskie) = 100 centavos (BOB)
- Brazylia – 1 real = 100 centavos (BRL)
- Chile – 1 peso chilijskie = 100 centavos (CLP) (do 1975 1 escudo chilijskie = 100 centesimos)
- Dominika – 1 dolar wschodniokaraibski = 100 centów (XCD)
- Dominikana – 1 peso dominikańskie = 100 centavos (DOP)
- Ekwador – 1 dolar amerykański = 100 centów (USD) (do 2000 1 sucre = 100 centavos) (ECS)
- Grenada – 1 dolar wschodniokaraibski = 100 centów (XCD)
- Gujana – 1 dolar gujański = 100 centów (GYD)
- Gwatemala – 1 quetzal = 100 centavos (GTQ)
- Haiti – 1 gourde = 100 centymów (HTG)
- Honduras – 1 lempira = 100 centavos (HNL)
- Jamajka – 1 dolar jamajski = 100 centów (JMD)
- Kanada – 1 dolar kanadyjski = 100 centów (CAD lub CAN)
- Kolumbia – 1 peso kolumbijskie = 100 centavos (COP)
- Kostaryka – 1 colon = 100 centymów (CRC)
- Kuba – 1 peso kubańskie = 100 centavos (CUP)
- Meksyk – 1 peso meksykańskie = 100 centavos (MXN)
- Nikaragua – 1 złota cordoba = 100 centavos (NIO)
- Panama – 1 balboa = 1 dolar amerykański = 100 centesimos (PAB)
- Paragwaj – 1 guarani = 100 centymów (PYG)
- Peru – 1 sol = 100 centymów (PEN)
- Saint Kitts i Nevis – 1 dolar wschodniokaraibski = 100 centów (XCD)
- Saint Lucia – 1 dolar wschodniokaraibski = 100 centów (XCD)
- Saint Vincent i Grenadyny – 1 dolar wschodniokaraibski = 100 centów (XCD)
- Salwador – 1 dolar amerykański = 100 centów (USD)
- Stany Zjednoczone – 1 dolar amerykański = 100 centów (USD)
- Surinam – 1 dolar surinamski = 100 centów (SRD) (do 2004 1 gulden surinamski = 100 centów) (SRG)
- Trynidad i Tobago – 1 dolar Trynidadu i Tobago = 100 centów (TTD)
- Urugwaj – 1 peso urugwajskie = 100 centesimos (UYU)
- Wenezuela – 1 bolivar = 100 centymów (VEB)

### Afryka
| Północ   | dinar algierski • funt egipski • dinar libijski • ugija mauretańska dirham marokański • funt sudański • dinar tunezyjski |
| Centrum  | kwanza angolska • frank burundyjski • frank CFA (Kamerun, Republika Środkowoafrykańska, Czad, Kongo, Gwinea Równikowa, Gabon) • frank Demokratycznej Republiki Konga • frank rwandyjski · funt południowosudański                                                                                       |
| Zachód   | escudo Republiki Zielonego Przylądka • dalasi gambijskie • cedi ghańskie • frank gwinejski • dolar liberyjski • naira nigeryjska • dobra Wysp Świętego Tomasza i Książęcej • sierraleoński leone • frank CFA (Benin, Burkina Faso, Wybrzeże Kości Słoniowej, Gwinea Bissau, Mali, Niger, Senegal, Togo) |
| Wschód   | frank komoryjski • frank dżibutyjski • nakfa erytrejska • birr etiopski • szyling kenijski • rupia seszelska • szyling somalijski • szyling Somalilandu • szyling tanzański • szyling ugandyjski |
| Południe | pula botswańska • euro (Reunion, Majotta) • loti sotyjskie • kwacha malawijska • ariary malgaski • metical mozambicki • dolar namibijski • funt Świętej Heleny • południowoafrykański rand • lilangeni Suazi • kwacha zambijska • dolar Zimbabwe                                                        |

#### Jednostki zdawkowe
- Algieria – 1 dinar algierski = 100 centymów (DZD)
- Angola – 1 kwanza = 100 lwei (AOA)
- Benin – 1 frank CFA = 100 centymów (XOF)
- Botswana – 1 pula = 100 tebe (BWP)
- Burkina Faso – 1 frank CFA = 100 centymów (XOF)
- Burundi – 1 frank burundyjski = 100 centymów (BIF)
- Czad – 1 frank CFA = 100 centymów (XAF)
- Demokratyczna Republika Konga – 1 frank kongijski = 100 centymów (CDF)
- Dżibuti – 1 frank dżibutyjski = 100 centymów (DJF)
- Egipt – 1 funt egipski = 100 piastrów = 1000 milimów (EGP)
- Erytrea – 1 nakfa (ERN)
- Etiopia – 1 birr = 100 centów (ETB)
- Gabon – 1 frank CFA = 100 centymów (XAF)
- Gambia – 1 dalasi = 100 bututów (GMD)
- Ghana – 1 cedi = 100 pesewa (GHS)
- Gwinea Równikowa – 1 frank CFA = 100 centymów (XAF)
- Gwinea – 1 frank gwinejski = 100 centymów (GNF)
- Gwinea Bissau – 1 frank CFA = 100 centymów (XOF)
- Kamerun – 1 frank CFA = 100 centymów (XAF)
- Kenia – 1 szyling kenijski = 100 centymów (KES)
- Komory – 1 frank CFA = 100 centymów (KMF)
- Kongo – 1 frank CFA = 100 centymów (XAF)
- Lesotho – 1 loti = 100 lisente (LSL)
- Liberia – 1 dolar liberyjski = 100 centów (LRD)
- Libia – 1 dinar libijski = 1000 dirhamów (LYD)
- Madagaskar – 1 ariary = 5 iraimbilanja (MGA)
- Malawi – 1 kwacha = 100 tambala (MWK)
- Mali – 1 frank CFA = 100 centymów (XOF)
- Maroko – 1 dirham = 100 franków (MAD)
- Mauretania – 1 ouguiya = 5 khoum (MRO)
- Mauritius – 1 rupia maurytyjska = 100 centów (MUR)
- Mozambik – 1 metical = 100 centavos (MZM)
- Namibia – 1 dolar namibijski = 100 centów (NAD)
- Niger – 1 frank CFA = 100 centymów (XOF)
- Nigeria – 1 naira = 100 kobo (NGN)
- Południowa Afryka – 1 rand = 100 centów (ZAR)
- Republika Środkowoafrykańska – 1 frank CFA = 100 centymów (XAF)
- Republika Zielonego Przylądka – 1 escudo = 100 centavos (CVE)
- Rwanda – 1 frank rwandyjski = 100 centymów (RWF)
- Senegal – 1 frank CFA = 100 centymów (XOF)
- Seszele – 1 rupia seszelska = 100 centów (SCR)
- Sierra Leone – 1 leone = 100 centów (SLL)
- Somalia – 1 szyling somalijski = 100 centów (SOS)
- Suazi – 1 lilangeni = 100 centów (SZL)
- Sudan – 1 funt sudański = 100 piastrów = 1000 milimów (SDG)
- Sudan Południowy – 1 funt południowosudański = 100 piastrów = 1000 milimów (SSP)
- Tanzania – 1 szyling tanzański = 100 centymów (TZS)
- Togo – 1 frank CFA = 100 centymów (XOF)
- Tunezja – 1 dinar tunezyjski = 1000 milimów (TND)
- Uganda – 1 szyling ugandyjski = 100 centów (UGX)
- Wybrzeże Kości Słoniowej – 1 frank CFA = 100 centymów (XOF)
- Wyspy Świętego Tomasza i Książęca – 1 dobra (waluta) = 100 centavos (STD)
- Zambia – 1 kwacha = 100 ngwee (ZMK)
- Zimbabwe – 1 dolar amerykański = 100 centów, 1 yuan chiński = 10 jiao = 100 fenów

### Australia i Oceania
| Niezależne państwa         | dolar amerykański (Federacja Mikronezji, Wyspy Marshalla, Palau) • dolar australijski (Australia, Kiribati, Nauru, Tuvalu) • dolar nowozelandzki • dolar Fidżi • kina papuaska • tala samoańska • paʻanga tongijska • vatu vanuatuańskie • dolar Wysp Salomona |
| Posiadłości australijskie  | dolar australijski (Norfolk, Wyspa Bożego Narodzenia, Wyspy Kokosowe) |
| Posiadłość brytyjska       | dolar nowozelandzki (Pitcairn) |
| Posiadłości francuskie     | frank CFP (Nowa Kaledonia, Polinezja Francuska, Wallis i Futuna) |
| Posiadłości nowozelandzkie | dolar nowozelandzki (Niue, Tokelau, Wyspy Cooka) |
| Posiadłości amerykańskie   | dolar amerykański (Guam, Mariany Północne, Samoa Amerykańskie) |

#### Jednostki zdawkowe
- Australia – 1 dolar australijski = 100 centów
- Federacja Mikronezji – 1 dolar USA = 100 centów
- Fidżi – 1 dolar Fidżi = 100 centów
- Kiribati – 1 dolar australijski = 100 centów
- Nauru – 1 dolar australijski = 100 centów
- Nowa Zelandia – 1 dolar nowozelandzki = 100 centów
- Palau – 1 dolar USA = 100 centów
- Papua-Nowa Gwinea – 1 kina = 100 toea
- Samoa Zachodnie – 1 tala = 100 sene
- Tonga – 1 paʻanga = 100 seniti
- Tuvalu – 1 dolar australijski = 100 centów
- Vanuatu – 1 vatu = 100 centymów
- Wyspy Marshalla – 1 dolar USA = 100 centów
- Wyspy Salomona – 1 dolar Wysp Salomona = 100 centów

## Waluty terytoriów zależnych oraz waluty nieoficjalne lub obecnie nieużywane

### Europa
- Albania – frank albański (do 1947)
- Austria – korona austro-węgierska (1918–24), od 1919 oficjalnie zwana w Austrii „koroną austriacką”
- Austro-Węgry – korona austro-węgierska
- Bośnia i Hercegowina – dinar Bośni i Hercegowiny (przed 1998)
- Chorwacja – dinar chorwacki (1991–94)
- Czarnogóra – perper (od 1914)
- Czechosłowacja – korona czechosłowacka (CSK)
- Czechy i Morawy – korona Protektoratu Czech i Moraw
- Estonia – marka estońska
- Królestwo Galicji i Lodomerii – gulden
- getto łódzkie – marka
- Gibraltar – funt gibraltarski i funt szterling
- Guernsey – funt Guernsey i funt szterling
- Jersey – funt Jersey i funt szterling
- Jugosławia – dinar jugosłowiański (YUD)
- Królestwo Serbów, Chorwatów i Słoweńców – dinar Królestwa SHS
- Księstwo Warszawskie – talar
- Liechtenstein – heller (od 1920)
- Litwa – talon
- łotewska SRR – rubel łotewski
- Malta – funt maltański (1963–79), szyling maltański (przed 1963)
- Naddniestrze – rubel naddniestrzański
- Niemiecka Republika Demokratyczna – marka NRD (DDM)
- Polska – marka polska (1916–24)
- Republika Rzymska – paolo
- Szkocja – funt szkocki i funt szterling
- Trzecia Rzesza – Reichsmark
- Ukraińska SRR – rubel ukraiński
- Węgry – pengő (do 1946)
- Wielka Brytania – szyling brytyjski (do 1971)
- Wolne Miasto Gdańsk – gulden gdański (1923–24), marka gdańska (1922–23)
- Wyspy Jońskie – drachma Wysp Jońskich
- Wyspa Man – funt manx i funt szterling
- Wyspy Owcze – korona Wysp Owczych
- ZSRR – rubel radziecki (SUR)

### Azja
- Armeńska SRR – rubel armeński
- Azerbejdżańska SRR – rubel azerski
- Borneo Północne – dolar Borneo Północnego
- Buchara – tenge Buchary (przed 1920)
- Borneo Północne – dolar Borneo Północnego
- Bucharska Ludowa Republika Radziecka – rubel Buchary (od 1922)
- Cejlon – rupia cejlońska
- Chiny – złota jednostka celna (od 1930), dolar chiński (około 1928)
- Cypr Północny – funt północnocypryjski
- Czeczenia – nahar
- Górski Karabach – dram Górskiego Karabachu
- Gruzińska SRR – rubel gruziński
- Holenderskie Indie Wschodnie – rupia Indii Holenderskich (od 1944), gulden Indii Holenderskich (1930–42)
- Indochiny Francuskie – piastr Indochin Francuskich
- Jemen Demokratyczny – dinar południowojemeński
- Jemen Północny – rial północnojemeński
- Malaje – dolar malajski
- Makau – pataca
- Nowa Gwinea Holenderska – gulden Nowej Gwinei Holenderskiej
- Palestyna – funt palestyński
- Sarawak – dolar Sarawaku
- Tadżycka SRR – rubel tadżycki
- Tatarstan – rubel Tatarstanu
- Tybet – tam tybetański
- Wietnam Południowy – đồng południowowietnamski
- Zakaukaska FSRR – rubel zakaukaski

### Ameryka
- Antyle Holenderskie – gulden antylski
- Argentyna – austral (1985–90)
- Aruba – florin arubański
- Bahamy – szyling bahamski (około 1936)
- Brazylia – cruzeiro (1942–93)
- Curaçao – gulden Curaçao
- Curaçao i Sint Maarten – gulden karaibski
- Duńskie Indie Zachodnie – frank Duńskich Indii Zachodnich
- Falklandy – funt falklandzki i funt szterling
- Gujana Francuska – frank Gujany Francuskiej
- Martynika – frank Martyniki
- Peru – inti
- Skonfederowane Stany Ameryki – dolar konfederacki
- Surinam – gulden surinamu (przed 2004)

### Afryka
- Afryka Południowo-Zachodnia – szyling Afryki Południowo-Zachodniej
- Angola – escudo angolskie (1956–73), angolar (1926–52)
- Biafra – funt Biafry i szyling Biafry
- Brytyjska Afryka Wschodnia – szyling Brytyjskiej Afryki Wschodniej
- Francuska Afryka Równikowa – frank Francuskiej Afryki Równikowej
- Francuska Afryka Zachodnia – frank Francuskiej Afryki Zachodniej
- Francuskie Terytorium Afarów i Isów – frank Francuskiego Terytorium Afarów i Isów
- Gwinea – sylis (1971–85)
- Gwinea Portugalska – escudo gwinejskie
- Gwinea Równikowa – ekuele gwinejskie (1975–80), peseta gwinejska (1969–74)
- Katanga – frank katangański
- Kongo Belgijskie – frank Konga Belgijskiego
- Libia – funt libijski (przed 1972)
- Madagaskar – frank malgaski (przed 2005)
- Mali – frank malijski (1962–84)
- Maroko Francuskie – frank marokański
- Niemiecka Afryka Wschodnia – rupia Niemieckiej Afryki Wschodniej
- Reunion – frank Reunionu
- Rodezja – dolar rodezyjski
- Rodezja i Nyasaland – funt Rodezji i Nyasalandu
- Rodezja Południowa – funt południorodezyjski
- Somaliland – szyling Somalilandu
- Trypolitania – lir trypolitański
- Tunezja – frank tunezyjski (przed 1957)
- Wyspa Świętej Heleny – funt Świętej Heleny
- Zair – zair (od 1981), makuta (przed 1981)
- Zanzibar – rupia Zanzibaru

### Australia i Oceania
- Australia – funt australijski (przed 1983)
- Nowa Kaledonia – frank CFP (od 1969), frank kaledoński (przed 1969)
- Nowa Zelandia – funt nowozelandzki
- Wyspy Cooka – dolar Wysp Cooka i dolar nowozelandzki

## Międzynarodowe jednostki rozliczeniowe
- Sztabka złota
- European Currency Unit (ECU)
- Europejska Jednostka Rozrachunkowa
- Specjalne prawa ciągnienia
- Rubel transferowy
- Rubel clearingowy
- SUCRE